# Sant Miquel de Campmajor
Sant Miquel de Campmajor település Spanyolországban, Girona tartományban. Sant Miquel de Campmajor Sant Ferriol, Serinyà, Porqueres, Canet d’Adri, Sant Martí de Llémena és Mieres községekkel határos. Lakosainak száma 254 fő (2024).

## Népesség
A település népessége az elmúlt években az alábbi módon változott:
| Lakosok száma | 267  | 860  | 790  | 626  | 223  | 199  | 252  | 232  | 231  | 254  |
|               | 1717 | 1887 | 1936 | 1960 | 1986 | 2004 | 2009 | 2014 | 2019 | 2024 |